# Diptoindonesina A
Diptoindonesina A es un C-glucósido de ε-viniferin aislado de dos integrantes de la familia Dipterocarpaceae, la Shorea seminis
 y la Dryobalanops aromatica.